# Dafeng (häradshuvudort i Kina, Guangxi Zhuangzu Zizhiqu, lat 23,43, long 108,60)
Dafeng (kinesiska: 大丰) är en häradshuvudort i Kina. Den ligger i den autonoma regionen Guangxi, i den södra delen av landet, omkring 74 kilometer nordost om regionhuvudstaden Nanning. Antalet invånare är 61 826. Befolkningen består av 30 390 kvinnor och 31 436 män. Barn under 15 år utgör 17,0 %, vuxna 15-64 år 73 %, och äldre över 65 år 8,0 %.
Runt Dafeng är det ganska tätbefolkat, med 199 invånare per kvadratkilometer. Det finns inga andra samhällen i närheten. Omgivningarna runt Dafeng är en mosaik av jordbruksmark och naturlig växtlighet.
Genomsnittlig årsnederbörd är 1 879 millimeter. Den regnigaste månaden är juli, med i genomsnitt 309 mm nederbörd, och den torraste är februari, med 37 mm nederbörd.